# Kumubanga
Kumubanga – miasto w zachodniej Tanzanii w regionie Kigoma. Liczy 67 246 mieszkańców.